# Breda's Museum

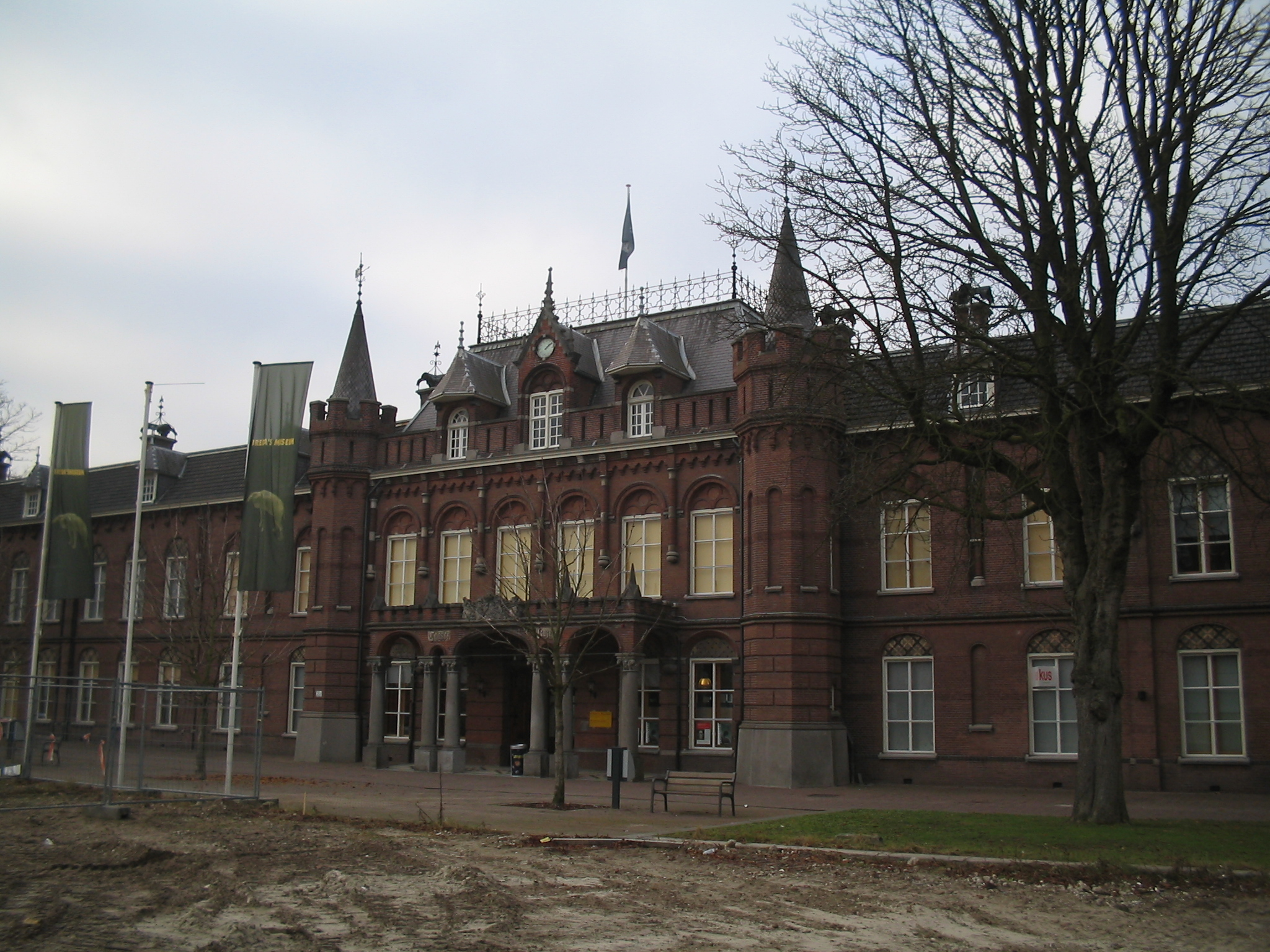
Chassékazerne

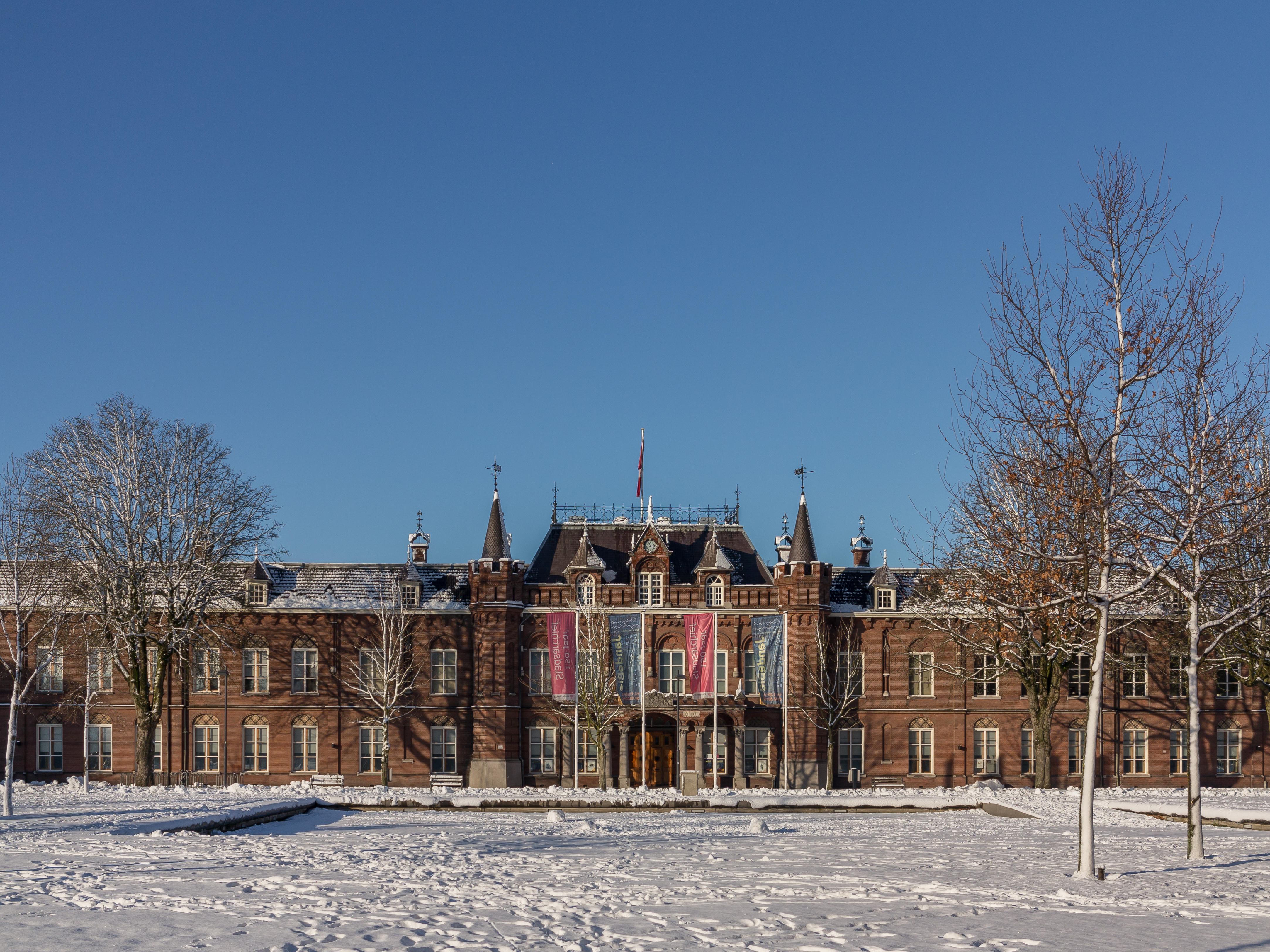
Breda's Museum

Het Breda's Museum werd in 1902 opgericht als het Stedelijk Museum voor Geschiedenis en Oudheidkunde. Per 1 januari 2017 is het museum samen met MOTI opgegaan in Stedelijk Museum Breda. Het was gevestigd aan de Parade in de nieuwe wijk het Chassé Park in het stadsdeel Breda Centrum in Breda. Het was samen met het Stadsarchief van Breda sinds 18 december 1998 gevestigd in het 100 jaar oude hoofdgebouw van de voormalige Chassékazerne.

## Parade
Aan de Parade beschikte Breda's Museum over vier grote en vijf wat kleinere expositiezalen. Verder waren er het museumcafé 'de Grenadier', een museumwinkel en een aula.

## Dependances
Breda's Museum had drie dependances in het centrum van Breda:
- In 2002 is in het Begijnhof een huisje ingericht: Breda's Begijnhof Museum. In dit klein formaat museum was het leven en werken van begijnen uitgebeeld. Op de begane grond het originele interieur van een begijn: een woonvertrek met een beddenstee. Op de eerste verdieping werden thema's van het leven van begijnen belicht. In een apart vertrek was een aantal reliekhouders uit de collectie van Breda's Museum te zien: de Hamers-IJsebrand kamer, genoemd naar de schenkers van een belangrijke collectie reliekhouders. Breda's Begijnhof Museum beschikt over een klein winkeltje met souvenirs.
- In 2004 werd Breda's Museum Buitenpost Holland Casino gevestigd in de voormalige Kloosterkazerne, thans het Holland Casino Breda. Hierin wordt onder meer aandacht geschonken aan de voorgeschiedenis van dit historische monument als klooster van de zusters Norbertinessen uit 1504, als Illustere school in 1646, en als kazerne na 1669.
- Sinds 2006 stond in de Grote Kerk Breda Breda's Museum 'de Kerkschat'. In een grote vitrine toonde Breda's Museum uit eigen collectie hier oude voorwerpen die afkomstig zijn uit de Grote Kerk. Allereerst was dat het altaarschilderij van het Sacrament van Niervaart met scènes uit de gelijknamige legende. Daarnaast stonden er zilveren gebruiksvoorwerpen uit de katholieke en de protestantse eredienst: een laatgotische Bredase monstrans, een 15e-eeuwse reliekhouder van het Heilig Kruis en een vroeg-17e-eeuwse pyxis en 17e-eeuws avondmaalszilver. Ook oorspronkelijk afkomstig uit de Grote Kerk waren een laatgotisch sculptuur van een kruisdragende Christus en een bronzen paaskandelaar.

## Collectie
De collectie van Breda's Museum betrof de kunst- en cultuurgeschiedenis van de stad Breda en omgeving en die van het Bisdom Breda. De grote verzameling van ca. 65.000 stuks omvatte beeldende en toegepaste kunst van de Late Middeleeuwen tot heden en een collectie over de stedelijke geschiedenis van Breda op thema's als bestuur, bedrijf en techniek en dagelijks leven. Een historisch topografische atlas maakte deel uit van de verzameling: affiches, oude foto's, cartografisch materiaal en oude prenten. In relatie tot de verzameling van het Bisdom Breda was recent de collectie Hamers IJsebrand aan het museum gelegateerd. Deze collectie bestond uit ca. 450 relieken, reliekhouders en religieuze kunstwerken.

## Exposities
De permanente expositie van het museum bestond uit de opstellingen in de drie genoemde dependances en een speciale kindertentoonstelling in het museum aan de Parade, getiteld 'Stofnesten'. Voor het overige bood Breda's Museum wisselende tentoonstellingen waarin steeds delen van de collectie aan bod kwamen. Daarnaast waren er regelmatig tentoonstellingen met kunst- en cultuurhistorische onderwerpen en op het gebied van hedendaagse kunst en fotografie, dat laatste met name tijdens het tweejaarlijks festival Breda Photo, waarvan Breda's Museum het centrum vormde. Op de website van het museum was steeds de actuele informatie over deze tentoonstellingen te vinden en kon ook het archief van de tentoonstellingen uit voorbije jaren worden geraadpleegd. Voor kinderen en scholen bood het museum een educatief programma.